# Johannes Mollerup
Peter Johannes Mollerup,  född 3 december 1872 i Nyborg, död 27 juni 1937 i Köpenhamn, var en dansk matematiker.
Mollerup tog 1896 magisterkonferensen i matematik och blev 1903 filosofie doktor på avhandlingen Studier over den plane geometris aksiomer, 1900 lärare vid Polyteknisk læreanstalt, 1915 docent vid Köpenhamns universitet i matematik och 1916 professor vid Polyteknisk læreanstalt. Han utgav bland annat (tillsammans med Harald Bohr) en lärobok i matematik. 